# ピクノポロペプシン
ピクノポロペプシン(Pycnoporopepsin, EC 3.4.23.30)は、以下の化学反応を触媒する酵素である。
ペプシンAと類似だが基質特異性はより狭く、インスリンB鎖のAla14-Leu、Tyr16-Leu及びPhe24-Pheの3か所を切断する。
この酵素は、サルノコシカケ科の担子菌Pycnoporus sanguineusから単離された。